# Taylor Schilling
Taylor Schilling (Boston, 27 juli 1984) is een Amerikaans actrice.

## Loopbaan
Schilling speelt Piper Chapman in de Netflix-serie Orange Is the New Black. In Amerika was ze toen al bekend van haar rol in de serie Mercy, een rol die ze in 2009 kreeg zonder noemenswaardige acteerervaring.
Haar eerste acteerervaring had ze op elfjarige leeftijd, toen ze auditie voor een rol in the Fiddler on the Roof deed.

### Film
| Jaar | Titel                  | Rol                 |
| ---- | ---------------------- | ------------------- |
| 2007 | Dark Matter            | Jackie              |
| 2011 | Atlas Shrugged: Part I | Dagny Taggart       |
| 2012 | The Lucky One          | Beth Green          |
| 2012 | Argo                   | Christine Mendez    |
| 2013 | Stay                   | Abbey               |
| 2015 | The Overnight          | Emily               |
| 2017 | Take Me                | Anna St. Blair      |
| 2018 | The Public             | Angela              |
| 2018 | The Titan              | Dr. Abigail Janssen |
| 2018 | Family                 | Kate Stone          |
| 2019 | The Prodigy            | Sarah Blume         |
| 2019 | Phil                   | Samantha Ford       |

### Televisie
| Jaar      | Titel                   | Rol                        | Notes                         |
| --------- | ----------------------- | -------------------------- | ----------------------------- |
| 2009–2010 | Mercy                   | Veronica Flanagan Callahan | Hoofdrol; 22 afleveringen     |
| 2013–2019 | Orange Is the New Black | Piper Chapman              | Hoofdrol; 91 afleveringen     |
| 2016      | Drunk History           | Emily Warren Roebling      | Gastrol; aflevering Landmarks |